# Haesje Claes

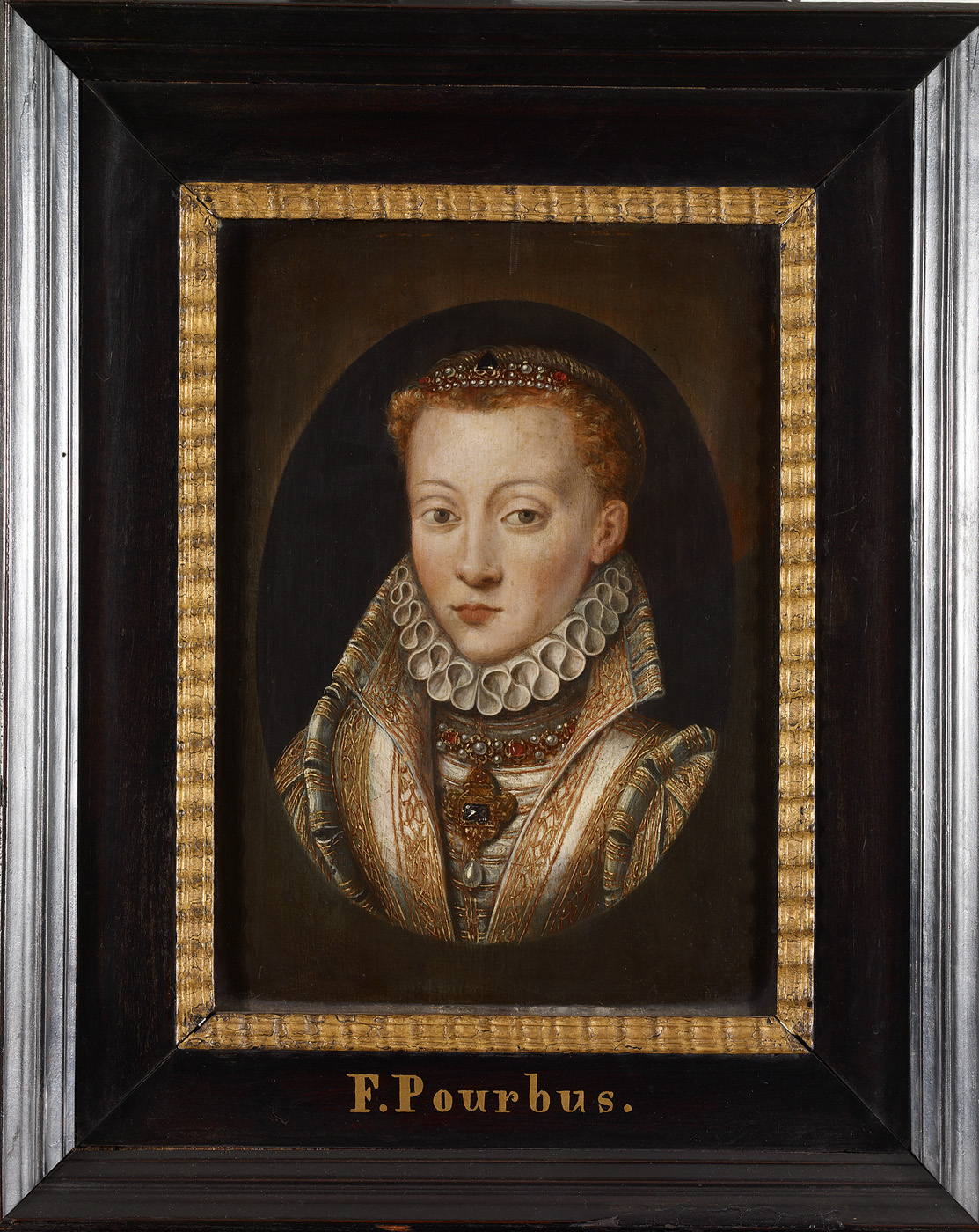
Haesje Claes

Haesje Claes, auch Haes Claesdatter (geboren am 8. Dezember 1475 in Amsterdam; gestorben vor 1544 ebenda), war vermutlich die Gründerin des Amsterdamer Burgerweeshuis.

## Leben
Haesje Claes wurde am 8. Dezember 1475 in Amsterdam geboren. Sie war die Tochter von Claes Jacobsz (gest. vor 1481). Sie gehörte zur wohlhabenden Oberschicht Amsterdams. Als ihre verwitwete Mutter im Jahr 1481 Jan Rijcken heiratete, erhielt sie ein großes, väterliches Erbe. Dies wurde im Beitragsregister der Waisenkammer vom 5. März 1481 dokumentiert. Aus dem Eintrag geht auch ihr Geburtsdatum hervor. Ihre Schwester war Gerbrich Claes, die Frau des Bankiers der Fugger in Amsterdam, Pompeius Occo. Sein Haus Het Paradijs („Das Paradies“) in der Kalverstraat war Treffpunkt von Künstlern und Intellektuellen aus ganz Europa. Er organisierte dort 1521 ein Fest zu Ehren des dänischen Königs Christian II. Haesje Claes heiratete einen Witwer, der den gleichen Namen wie ihr Vater trug, Claes Jacobsz. (gest. 1539/40), das Jahr der Heirat ist unbekannt. Auch ihr Mann stammte aus einer angesehenen Familie. Das Paar lebte in einem Haus in der Warmoesstraat (heute Nr. 148) das auch „In het Paradijs“ genannt wurde. Es war eines der schönsten Häuser der Stadt.

### Gründung des Waisenhauses

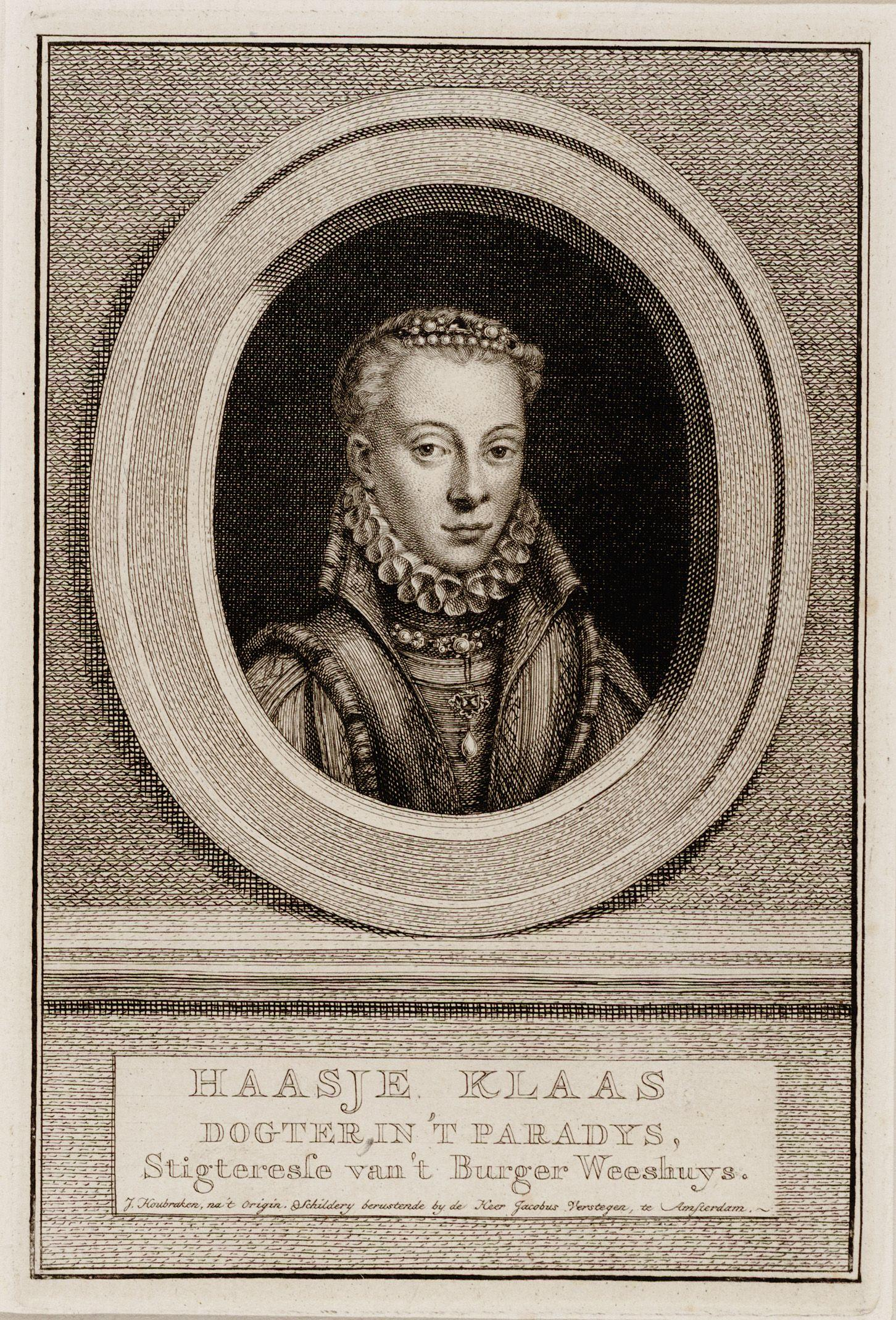
Haesje Claes

Sie ist als die Frau bekannt, die um 1520 das Amsterdamer Burgerweeshuis gründete. Der erste Historiker, der diesen Zusammenhang erwähnte, war Johann Isaak Pontanus. In seinem Rerum et urbis Amstelodamensium Historica (1611) schreibt er: „‚Bezüglich der ersten Gründung dieses Waisenhauses, wie in der Verordnung aus dem Jahr 1523 festgelegt: Sie wird einer gewissen Haes Claesdatter in 't Paradise zugeschrieben.‘ Eine reiche Amsterdamerin und sehr freundlich zu den Armen, denn diese Frau hatte einige ihrer kleinen Häuser in der Kalverstraat, über der Kapelle Heiliger Stede, die für diesen Zweck geeignet waren und dort sieben oder acht Waisenkinder, die vater- und mutterlos waren, unter der Aufsicht eines gewissen Theeus Sweertz untergebracht wurden.“ (Pontanus, zitiert aus der niederländischen Ausgabe von 1614). Haesje Claes ließ die Waisenkinder von diesem Sweertz fair und sanft erziehen, so Pontanus, der dann erklärt, dass ihr Mann in der Liste der Regenten des Burgerweeshuis genannt wird.
Spätere Amsterdamer Historiker übernahmen diese Geschichte von Pontanus, und im Amsterdamer Waisenhaus wurde Haesje Claes' Name nur mit größtem Respekt erwähnt. Als Pieter van Winter, ehemaliger Regent des Burgerweeshuis, der Institution im Jahr 1802 ein Porträt aus dem späten 16. Jahrhundert schenkte, das Haesje Claes darstellen sollte, erhielt dieses Gemälde einen Ehrenplatz im Zimmer des Regenten; es würde dort bis weit ins 20. Jahrhundert bleiben. Heutzutage befindet sich dieses Porträt im Sozialagogischen Zentrum „Het Burgerweeshuis“ in Amsterdam. Anlässlich der Dreihundertjahrfeier im Jahr 1820 wurden über dem Jungen- und dem Mädchentor jeweils zwei Hymnen an die Gründerin angebracht. Das Theaterstück „Haasje Klaasdatter“ wurde 1831 veröffentlicht. Es war ein „Originalstücks in zwei Akten“ von Anna Petronella Westerman. Der 1904 gegründete Verein ehemaliger Bürger nannte sich „Vereeniging Haesje Claes“.
Haesje Claes ist auch als Gründerin des Oudemannenhuis in Amsterdam bekannt. In ihrem Testament hatte sie festgelegt, dass neben der Kapelle der Heilige Stede ein Haus gebaut werden sollte, in dem zwölf arme alte Frauen Unterschlupf finden sollten. Dieses Haus wurde 1548 um eine Abteilung für alte Männer erweitert, wie aus einer Urkunde hervorgeht, in der Priester Jan Berensz. eine jährliche Rente an diese Institution zur Finanzierung dieser Expansion gibt. Damit wurde der Grundstein für die Institution gelegt, die später den Namen Oude Mannenhuis erhielt.
Haesje Claes wurde in einer Krypta in der Kirche des Minoritenklosters beigesetzt. Als diese Kirche 1581 abgerissen wurde, wurden ihre Überreste zusammen mit dem Grabstein in die Nieuwe Kerk überführt.

### Umstrittene Gründung
Heutzutage ist es umstritten, ob Haesje Claes die Gründerin des Amsterdamer Waisenhauses war. Dies geht auf die Arbeit des Amsterdamer Stadthistorikers Jan ter Gouw zurück. In Teil 5 seiner Geschichte von Amsterdam (1886) stellt er dies in Frage, da er in den Archiven keine Bestätigung für die Rolle von Haesje Claes als Initiatorin der Stiftung gefunden hat. Seiner Einschätzung nach gehöre die Legende von der Gründerin des Burgerweeshuis in das Reich der Fabeln. Er erläutert in einem Anhang auch ausführlich, warum seiner Meinung nach Pontanus irrte. Schließlich lebte dieser Historiker in Harderwijk und es war fast ein Jahrhundert vergangen, bis die Legende von der Gründerin erschienen war. Einzig das Altenhaus hätte sie gegründet.
Nach dieser Veröffentlichung haben die meisten Historiker, insbesondere diejenigen, die sich mit der Geschichte dieser Wohltätigkeitsorganisation befasst haben, die Forschung von Ter Gouw akzeptiert und sie wurde nicht mehr als Stifterin des Waisenhauses angesehen, auch wenn es einige vorsichtige Versuche gab, ihr die Rolle der Gründerin doch zuzuschreiben. Haringman wies 1926 darauf hin, dass in der Urkunde von 1523 die bereits einige Jahre zuvor aufgenommene Betreuung von Waisenkindern in der Stadt erwähnt sei. Dies könnte auf die nicht dokumentierte Initiative von Haesje Claes hinweisen, die später zur offiziellen Gründung von 1523 führte. In seinem Werk „450 Jahre Bürgerwaisenhaus“ aus dem Jahr 2002 stellt der Amateurhistoriker Ben Endlich fest, dass er „die sogenannte Tochtertheorie von Haesje Claes nicht ablehnt“, denn warum sollte die Stadtregierung ein Waisenhaus für Bürgerkinder errichten? Dahinter müsse eine private Initiative stecken, meint Endlich, der dann ohne Argumente zu dem Schluss kommt, dass die Wahrheit wohl irgendwo in der Mitte liege.